# Pogoń Skwierzyna
Pogoń Skwierzyna – polski klub piłkarski, który swoją siedzibę ma w Skwierzynie i został założony w 1946 roku. W sezonie 2023/2024 występuje w IV lidze lubuskiej.

## Historia klubu
Klub został założony w 1946 roku, a na początku lat 50. działał jako koło Zrzeszenia Sportowego „Unia” w Skwierzynie przy wsparciu skwierzyńskich Zakładów Produkcji Drzewnej. W 1952 roku zmieniono nazwę na „Spójnia” Skwierzyna, a w 1954 roku na „Sparta” Skwierzyna. W 1956 roku drużyna trafiła pod opiekę LZS i zmieniono jej nazwę na Ludowy Zespół Sportowy „Pogoń” Skwierzyna, a w tym samym roku klub zagrał w finale Pucharu Polski na szczeblu OZPN Zielona Góra. W 1959 roku zespół odniósł swój największy sukces ligowy – 12. miejsce w zielonogórskiej Klasie Okręgowej, która była wtedy III poziomem rozgrywek. W latach 70. zmieniono nazwę klubu na Skwierzyński Klub Sportowy „Pogoń” Skwierzyna. W 2015 roku po problemach organizacyjnych nastąpiła zmiana nazwy na Klub Sportowy „Pogoń” Skwierzyna. W sezonie 2019/2020 zespół występuje w lubuskiej IV lidze.

### Historyczne nazwy
- 1946 – b.d.
- początek lat 50. – Zrzeszenie Sportowe „Unia” Skwierzyna
- 1952 – „Spójnia” Skwierzyna
- 1954 – „Sparta” Skwierzyna
- 1956 – Ludowy Zespół Sportowy „Pogoń” Skwierzyna
- lata 70. – Skwierzyński Klub Sportowy „Pogoń” Skwierzyna
- 2015 – Klub Sportowy „Pogoń” Skwierzyna

## Sukcesy
- 12. miejsce w zielonogórskiej Klasie Okręgowej (III poziom): 1959[3]
- Puchar Polski OZPN Zielona Góra:
  - finał Pucharu Polski OZPN Zielona Góra: 1956[2]

- 1. miejsce w mistrzostwach województwa zielonogórskiego zrzeszenia LZS: 1963[4]

## Stadion
Pogoń mecze rozgrywa na Stadionie Miejskim przy ul. Sportowej 1 w Skwierzynie. Dane techniczne obiektu:
- pojemność: 1200 (460 siedzących)
- oświetlenie: brak
- wymiary boiska: 100 m x 58 m